# 21404 Atluri
21404 Atluri este un asteroid din centura principală de asteroizi.

## Descriere
21404 Atluri este un asteroid din centura principală de asteroizi. A fost descoperit pe 20 martie 1998 la Socorro, New Mexico, în cadrul proiectului LINEAR. Asteroidul prezintă o orbită caracterizată de o semiaxă mare de 2,17 ua, o excentricitate de 0,12 și o înclinație de 4,9° în raport cu ecliptica.